# Patrick O'Flynn
Patrick James O'Flynn (Cambridge, 29 de agosto de 1965-Londres, 20 de mayo de 2025) fue un periodista inglés y político del Partido Socialdemócrata (SDP) que se desempeñó como miembro del Parlamento Europeo (MEP) por el Este de Inglaterra de 2014 a 2019. Fue elegido por el Partido de la Independencia del Reino Unido (UKIP), pero desertó al Partido Socialdemócrata en noviembre de 2018. Anteriormente fue editor político del Daily Express.

## Primeros años y periodismo
O'Flynn estudió economía en el King's College de Cambridge y se graduó en 1987. Posteriormente recibió un diploma en periodismo de la Universidad de la City de Londres. Luego trabajó como comentarista político jefe y luego editor político en el Daily Express.
Desde 2019, O'Flynn ha escrito con frecuencia para The Spectator.

## Carrera política
O'Flynn fue el portavoz del Partido de la Independencia del Reino Unido para la economía hasta el 19 de mayo de 2015.
Fue el candidato del UKIP en Cambridge en las elecciones generales de 2015 y quedó en quinto lugar, con el 5,2 por ciento de los votos. Posteriormente, describió al líder del UKIP, Nigel Farage, como "gruñón, susceptible y agresivo".
O'Flynn fue el compañero de fórmula de Lisa Duffy en las elecciones de liderazgo del Partido de la Independencia del Reino Unido de septiembre de 2016. Abandonó la primera línea del UKIP en julio de 2017, creyendo que el partido ya no apoyaba sus políticas económicas centristas. Se unió al Partido Socialdemócrata en noviembre de 2018. Citó el nombramiento de Tommy Robinson (Stephen Yaxley-Lennon) como asesor por parte del líder del UKIP, Gerard Batten, como una de las razones clave de su salida del partido. Dijo sobre su decisión de unirse al SDP: "como muchos en el ala comunitaria del [UKIP], he decidido unirme al resurgente SDP, que hizo campaña por el Brexit durante el referéndum y defiende valores políticos amplios y moderados a favor del Estado nación que yo -y creo que muchos de nuestros votantes de 2014- estaremos encantados de respaldar". Al desertar, O'Flynn se convirtió en el primer eurodiputado en sentarse en el Parlamento Europeo por el SDP (aunque en 1984 el eurodiputado Michael Gallagher se había unido al SDP original).
O'Flynn se presentó como candidato del SDP en las elecciones parciales de Peterborough de 2019, pero recibió solo 135 votos (0,4 por ciento) y perdió ante Lisa Forbes. O'Flynn evitó por poco una repetición del resultado de la elección parcial de Bootle de 1990 al vencer al candidato del Monster Raving Loony Party, que obtuvo 112 puntos.
En abril de 2021, O'Flynn inició Snap, un podcast con Michael Heaver.

## Vida personal y muerte
O'Flynn y su esposa, Carole Ann, quien era coach de vida y también escritora del Daily Express, tuvieron un hijo y una hija. Poco después de que le diagnosticaran cáncer de hígado, murió el 20 de mayo de 2025.